# Iliana Iòtova
Iliana Malínova Iòtova (búlgar: Илияна Малинова Йотова) és una política i periodista búlgara, actual vicepresidenta de Bulgària des del 2017. Formà tàndem electoral amb Rumen Radev, i va derrotar la candidata del GERB Tsetska Tsatxeva a la segona volta de les eleccions presidencials de 2016. Va ser diputada al Parlament Europeu des del 2007 fins a la seva dimissió el 16 de gener de 2017.

## Biografia
Es va llicenciar en filologia búlgara i francesa a la Universitat Estatal de Sofia "Sant Climent d'Ohrid" el 1989. S'especialitzà a l'Escola Nacional d'Administració (França) des del 2007 a França i al Centre d'Estudis Europeus ("Centre des Études Européennes") a Estrasburg. Ha treballat com a periodista, editora, presentadora de notícies i cap de la Direcció de Notícies de la Televisió Nacional de Bulgària (1991-1997).Va ser directora del servei de premsa del Consell Nacional del Partit Socialista Búlgar (1997-2007). A més de búlgar, parla francès, anglès i rus.
Ha estat presidenta de la delegació búlgara a l'Assemblea Parlamentària de la Francofonia i vicepresidenta de la delegació parlamentària a l'Assemblea Parlamentària del Consell d'Europa.
Està casada i té un fill.

## Activitat al Parlament Europeu

### Participació en comissions i delegacions
Va ser elegida al Parlament Europeu per primera vegada el gener de 2007, després de l'adhesió de Bulgària; va ser reelegida el 2009 per un segon mandat i després el 2014 per un tercer mandat. Es presentà per les llistes de la Coalició per Bulgària i formà part del grup polític parlamentari europeu de l'Aliança Progressista de Socialistes i Demòcrates.
En el seu primer mandat com a eurodiputada, fou membre de la Comissió de Mercat Interior i Protecció del Consumidor (IMCO) i de la Comissió de Llibertats Civils, Justícia i Afers d'Interior (LIBE) (2007-2009).
Durant el seu segon mandat com a eurodiputada, Iliana Iòtova, va ser vicepresidenta del Comitè del Parlament Europeu sobre el crim organitzat, la corrupció i el blanqueig de capitals (CRIM);també fou vicepresidenta de la delegació del Comitè Parlamentari de Cooperació UE-Moldàvia; membre de la Comissió de Pesca (PECH), de la Comissió de Peticions (PETI), de la delegació a l'Assemblea Parlamentària Euronest (DEPA) i de la Comissió d'Ocupació i Afers Socials (EMPL).del Parlament Europeu (EMPL), membre de la Comissió del Parlament Europeu de Llibertats Civils, Justícia i Afers Interns (LIBE), i de la Delegació del Parlament Europeu per a les relacions amb els països del Magrib i la Unió del Magrib Àrab (DMAG). Durant aquest mandat, Iliana Iòtova es va convertir en autora del primer informe del Parlament Europeu sobre el mar Negre i la pesca en ell.
Durant el seu tercer mandat al Parlament Europeu (2014-2017), Iliana Iòtova va ser elegida vicepresidenta de la Comissió de Llibertats Civils, Justícia i Afers Interns del Parlament Europeu (LIBE) i membre suplent de la Comissió de Desenvolupament Regional del Parlament Europeu (REGI); també fou diputada a la Comissió del Parlament Europeu per als Drets de la Dona i la Igualtat de Gènere, vicepresidenta de la delegació del Parlament Europeu a la Comissió Parlamentària d'Estabilització i Associació de Montenegro i també membre de la delegació del Parlament Europeu a la Unió de l'Assemblea Parlamentària de la Mediterrània.
A les eleccions presidencials de novembre de 2016, es va presentar juntament amb el candidat a la presidència Rumen Radev. El tàndem va guanyar la segona volta de les eleccions amb el 59,37% dels vots. El 22 de gener de 2017 va prendre possessió del càrrec de vicepresidenta i va renunciar al seu escó al Parlament Europeu.

### Mar Negra

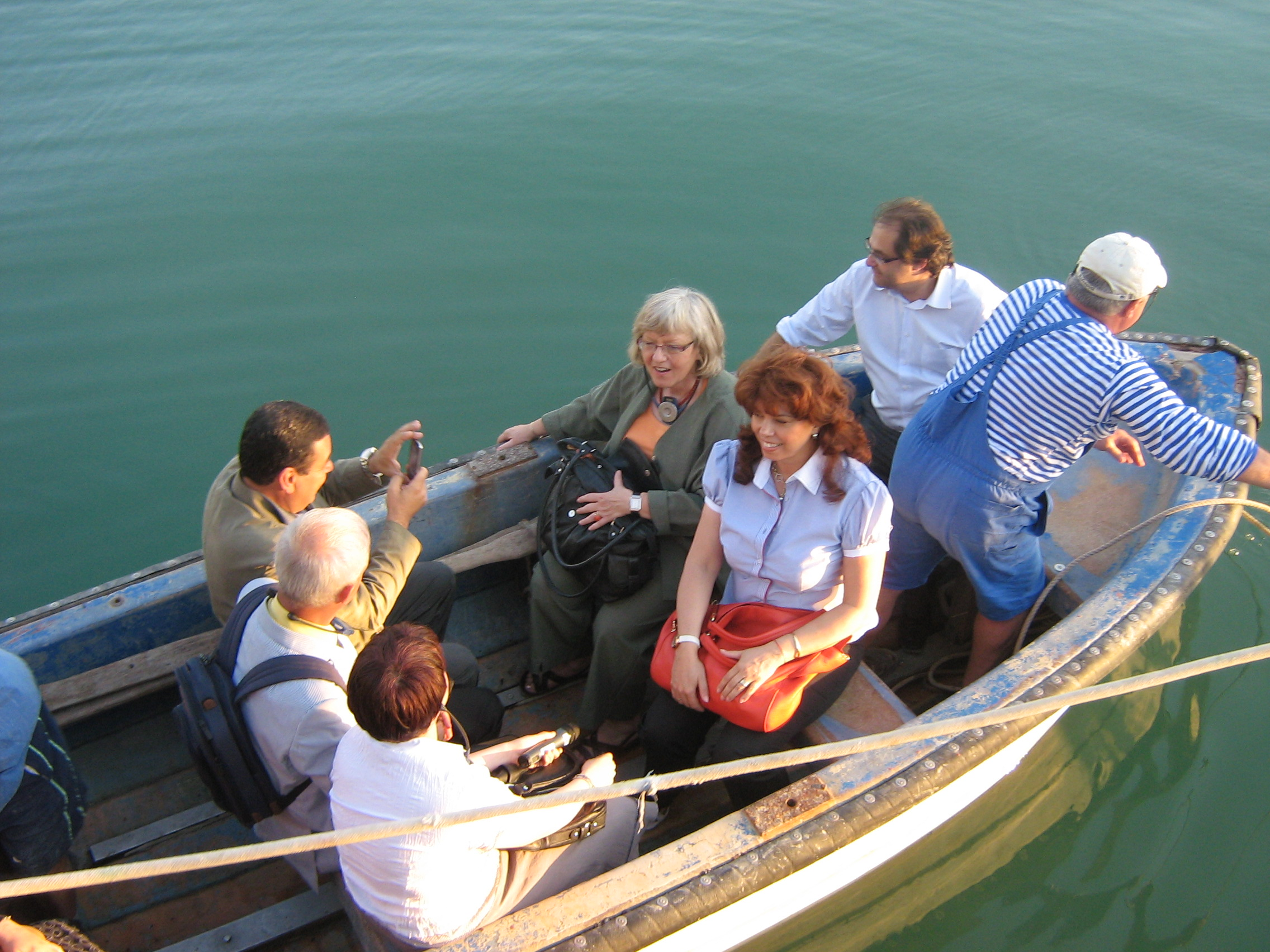
Visita d'un comitè del PE

Un dels temes generals del treball d'Iliana Iòtova estava relacionat amb la mar Negra i la zona de la regió del Mar Negre en la política marítima de la UE. El 2010, va fer una crida a parar especial atenció sobre aquesta regió europea. El mateix any, Iliana Iòtova va plantejar la qüestió de crear una Autoritat Pesquera del Mar Negre amb la Comissió Europea i va elaborar un informe separat sobre la gestió actual i futura de la pesca a la Mar Negra.
L'informe pretén constituir un consell consultiu separat, ja que fins ara no hi ha cap acord comú entre els sis països riberencs del Mar Negre (Turquia, Rússia, Ucraïna, Geòrgia, Romania, Bulgària) sobre la pesca i tots els aspectes relacionats.
A l'hora de preparar l'informe es van tenir en compte els interessos de tots els països del Mar Negre i tots els països van acordar la necessitat de la seva adopció. Els diputats a Estrasburg van adoptar l'informe el 13 de setembre de 2011. Amb aquest acte, la Mar Negra es va guanyar un lloc en la política europea marítima i pesquera comuna
| «                | Realment vull assegurar-me que el Mar Negre s'inclogui en els principals projectes estructurals que està desenvolupant la Unió Europea en aquest àmbit, que tingui finançament suficient perquè necessitem moltes coses relacionades amb l'ecologia, el turisme, etc. | » |
| — Iliana Iòtova, | |   |

A iniciativa d'Iliana Iòtova, una delegació del Comitè de Pesca del Parlament Europeu va venir a Bulgària per conèixer de primera mà la Mar Negra i la seva regió i per donar suport a l'aplicació de l'informe. Guido Milan, vicepresident de la Comissió de Pesca, va dir que Bulgària "no ha aconseguit gaire amb els diners del Fons de preadhesió SAPARD,però, per continuar desenvolupant-se, cal treballar molt més sobre les capacitats del programa operatiu".
La Comissió Europea va aprovar la creació d'un Consell Assessor per a la Pesca Regional del Mar Negre. Aquest organisme té encomanada la tasca de vetllar especialment pels interessos del Mar Negre i els seus pescadors.